# كالفين أونيل
كالفين أونيل (بالإنجليزية: Calvin O'Neal)‏ هو لاعب كرة قدم أمريكية أمريكي، ولد في 6 أكتوبر 1954 في أوسيولا في الولايات المتحدة.

## وصلات خارجية
- كالفين أونيل على موقع مرجع كرة القدم المحترفة.كوم (الإنجليزية)